# Cuspirostrisornis
Cuspirostrisornis es un género extinto de ave enantiornitea. Solo se conoce una especie, Cuspirostrisornis houi, aunque algunos investigadores creen que es un sinónimo de la especie similar Cathayornis yandica. Se conoce a partir de un fósil encontrado en la Formación Jiufotang en la provincia de Liaoning, República Popular de China. La Formación Jiufotang data del período Cretácico Inferior, edad Aptiana, hace 120,3 +/- 0,7 millones de años.
C. houi se conoce a partir de un fósil casi completo. El fósil holotipo se encuentra en la colección del Instituto de Paleontología y Paleoantropología de Vertebrados en Beijing, China. El fósil tiene el número de catálogo IVPP V 10897. Fue recopilado en 1993 por el Dr. Hou Lianhai y Hou Jinfeng, el ilustrador de IVPP. Se recolectó de lutitas de color gris claro aproximadamente a dos kilómetros al oeste de la aldea de Boluochi, condado de Chaoyang, provincia de Liaoning.
El fósil holotipo es el de un pequeño pájaro posado, con un cráneo de unos 27 milímetros de largo. Hay cinco pares de diminutos dientes en el premaxilar y otros cinco pares en el dentario anterior. Tenía un hocico puntiagudo que Hou identificó como un pico proporcionalmente similar a los picos del género actual Motacilla, las lavanderas. Sin embargo, algunos han notado que no hay evidencia de que los hocicos de las aves prehistóricas con dientes, como la mayoría de los enantiornitheans, también hayan poseído un pico córneo, al menos en una parte dentada del hocico. Como Cuspirostrisornis tenía un hocico dentado, el pico que Hou supuso que estaba presente en el género es probablemente una mala interpretación, similar al pico en forma de gancho que se afirmó erróneamente que estaba presente en Boluochia, uno de los muchos otros enantiorniteanos descritos en el mismo artículo.
El cúbito es grande y derivado, con la forma de S de las aves voladoras modernas. El esternón es grande, carinado y ancho.

## Etimología
El nombre genérico proviene de las palabras latinas para "puntiagudo" y "pico", y el epíteto específico se refiere a su descriptor, el Sr. Hou Jinfeng, mencionado anteriormente.